# 贝利萨里奥弗里亚斯
贝利萨里奥弗里亚斯是巴拿马巴拿马省圣米格利托区的一个城市，2010年是人口为44,571。 2000年时该市人口为46,794人。
贝利萨里奥弗里亚斯成立于2000年6月27日。